# Norbit
Norbit je americká romantická komedie z roku 2007. Film byl vydán společností DreamWorks Pictures a distribuován společností Paramount Pictures. Jedná se o jeden z mála filmů, kde se Eddie Murphy objevil spolu se svým starším bratrem Charliem Murphym.

## Děj
Z auta jedoucího plnou rychlostí vypadne malý kluk jménem Norbit. Ráno ho najde pan Wong, který ho vezme s sebou do sirotčince. Tam si kluk najde kamarádku, Kate.
Vše končí, když je Kate adoptována a Norbit se stane cílem šikany. Když mu kluci na pískovišti zničí hrad, zastane se ho obtloustlá dívka, která vezme šikanéry za límeček a přemůže je. Dívka se představí jako Raspusha a odvleče si s sebou Norbita jako svého kluka. Raspusha a její bratři Norbita adoptují a život se mu hned zlepší.
Když je Norbit velký, má za ženu Raspushu a pracuje ve firmě jejích bratrů. V manželství však nastává hned několik problémů - Raspushina nevěra, její dominance a také návrat Kate s přítelem.
Příběh končí tím, že si Norbit vezme Kate a koupí sirotčinec. Raspusha a její bratři si následně otevírají bar, kde se Raspusha stane hlavní tanečnicí.

## Hrají
- Eddie Murphy – Norbit, Raspusha, Pan Wong
- Charles Q. Murphy – Pen Floyd (pouze hlas)
- Eddie Griffin – Pope Svatý Ježíš
- Cuba Gooding Jr. – Deion Hughes
- Thandie Newton – Kate Thomasová
- Terry Crews – Big Jack Latimore
- Marlon Wayans – Buster
- Katt Williams – Lord Má Mercy
- Marianne Muellerleile – Helga
- Pat Crawford Brown – pan Henderson
- Alexis Rhee – paní Ling Ling Wongová
- Smith Cho – bývalá manželka
- Kristen Schaal – Organizátorka
- Richard Gant – Pan Preacher
- Rob Huebel – Nadšený muž v televizi